# Ischyrocerus malacus
Ischyrocerus malacus är en kräftdjursart som beskrevs av J. L. Barnard 1964. Ischyrocerus malacus ingår i släktet Ischyrocerus och familjen Ischyroceridae. Inga underarter finns listade i Catalogue of Life.